# Gōtsu
Gōtsu (江津市?) è una città giapponese della prefettura di Shimane.